# رویداد انقراض کرتاسه–پالئوژن

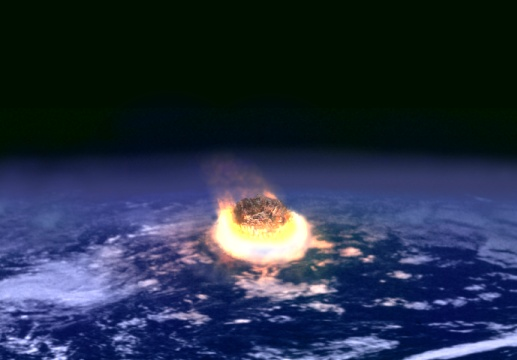
تصویری خیالی از برخورد شهاب‌سنگ با زمین که منجر به انقراض بسیاری از گونه‌ها شد.

رویداد انقراض کرتاسه–پالئوژن، یا انقراض کرتاسه-ترشیاری رویداد انقراضی ناگهانی بود که طی آن سه چهارم گونه‌های گیاهی و جانوری زمین حدود ۶۶ میلیون سال پیش از میان رفتند. به استثنای گونه‌هایی نظیر لاک‌پشت‌های دریایی و تمساح‌ها، هیچ چهاراندامی دیگری با وزن بیش از ۲۵ کیلوگرم پس از این حادثه باقی نماند. این واقعه پایان‌بخش دوره کرتاسه و عصر مزوزوئیک بود و در پی آن عصر سنوزوییک آغاز شد که همچنان ادامه دارد.
رویداد انقراض کرتاسه–پالئوژن در سوابق زمین‌شناختی با لایه‌ی نازکی از رسوب با نام مرز کرتاسه-پالئوژن که در تمام خشکی‌های و دریاهای جهان یافته می‌شود، قابل تشخیص است. در این رسوبات مقدار غیرمعمول زیادی از فلز ایریدیم یافته شده است که در سیارک‌ها بیش از پوسته زمین وجود دارد.
براساس فرضیه‌ای که نخستین بار تیمی از دانشمندان به سرپرستی لوئیس آلوارز در سال ۱۹۸۰ ارايه کردند، اکنون تصور می‌شود که این انقراض ناشی از برخورد سیارک یا دنباله‌دار بسیار سنگینی با زمین با عرض ۱۰ تا ۱۵ کیلومتر در حدود ۶۶ میلیون سال پیش بوده است. این برخورد، منجر به آغاز یک دوره زمستان طولانی شد که در نتیجه‌ی آن، فتوسنتز گیاهان و پلانکتون‌ها متوقف گشت. فرضیه برخود که فرضیه آلوارز نیز نامیده می‌شود، با کشف دهانه ۱۸۰ کیلومتری چیکشلوب  در شبه‌جزیره یوکاتان واقع در خلیج مکزیک در اوایل دهه ۱۹۹۰ تقویت شد. این اکتشاف، شواهد محکمی برای این ادعا که رسوب کرتاسه-پالئوژن ناشی از گرد و غبار حاصل از برخورد یک سیارک بوده است، ارائه نمود. این حقیقت که انقراض همزمان با ایجاد این دهانه رخ داده است، شاهد محکمی برای فرضیه برخورد بود.

## پیامد انقراض
رویداد انقراض کرتاسه–پالئوژن باعث نابودی بیش از نیمی از کلیهٔ گونه‌های زمین از جمله دایناسورها، تروسورها، و خزندگان بزرگ دوزیست شد.
افزون‌بر دایناسورها، بسیاری از گونه‌های گیاهی (به جز سرخس‌ها و گیاهان دانه‌دار)، آمونیت‌ها، بلمنیت‌ها، دوکفه‌ای‌های رودیست و اینوسرامید، خزندگان پرنده (پتروسور) و خزندگان دریایی (پلزیوسوروس‌ها و مزوسوروس‌ها) نیز نابود شدند. فورامینافر‌ها پلانکتون، بازوپایان، دیاتوم‌ها (انواعی از جلبک‌ها)، دینوفلاژل‌ها، نرم‌تنان، لاله‌وشان و ماهیان نیز شدیداً آسیب دیدند.

## محل برخورد

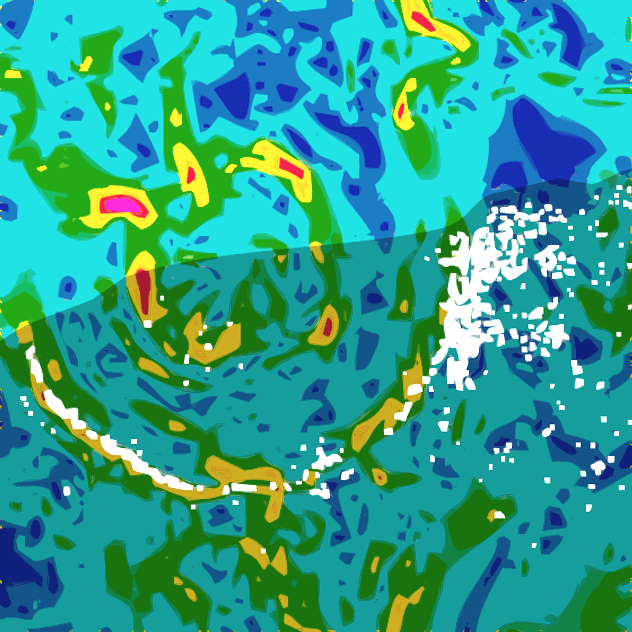
طرحی از ناهنجاری‌های گرانشی نقشهٔ منطقهٔ دهانه چیکشلوب. قرمز و زرد گرانش بالا، سبز و آبی گرانش پایین را نشان می‌هند، سفید گودال‌ها، یا «گرداب‌ها» هستند، و منطقهٔ سایه‌دار شبه جزیره یوکاتان است.

دانشمندان بر اساس شواهد زمین‌شناسی، محل برخورد سیارک به زمین را دهانه چیکشلوب در اعماق شبه‌جزیره یوکاتان در مکزیک تخمین زده‌اند. دهانهٔ برخوردی ایجاد شده بیش از ۱۸۰ کیلومتر (۱۱۰ مایل) قطر دارد.